# Promachus tewfiki
Promachus tewfiki là một loài ruồi trong họ Asilidae. Promachus tewfiki được Efflatoun miêu tả năm 1929. Loài này phân bố ở vùng Cổ Bắc giới và nhiệt đới châu Phi.